# Jasper Bruhn
Jasper Bruhn (* 14. August 1996 in Bad Segeberg, Deutschland) ist ein deutscher Handballspieler, der für den deutschen Drittligisten HSG Ostsee N/G aufläuft.

## Karriere
Bruhn begann das Handballspielen beim schleswig-holsteinischen Verein TSV Grömitz in der Altersklasse Minimix. Der Linkshänder wechselte im Sommer 2012 in die Jugendabteilung des VfL Bad Schwartau, bei dem er für die B- und A-Jugend auflief. Im Dezember 2013 wurde der Rückraumspieler erstmals vom damaligen Trainer Torge Greve im Zweitligaspiel gegen den EHV Aue eingesetzt. Bruhn bestritt 300 Zweitligapartien, in denen er 429 Treffer erzielte. Weiterhin wirkte er in neun Spielen des DHB-Pokals mit. Bruhn wechselte im Sommer 2024 zum Drittligisten HSG Ostsee N/G, dessen Stammvereine der TSV Neustadt in Holstein und sein Jugendverein TSV Grömitz sind.